# Lukáš Přibyl (režisér)
Lukáš Přibyl (* 24. srpna 1973 Ostrava) je český režisér a dokumentarista, který se zabývá hlavně problematikou holocaustu. Je držitelem ocenění Český lev.

## Vzdělání
Roku 1991 absolvoval pražské Gymnázium Na Zatlance, kde byli jeho spolužáky Jakub Železný a Jaroslav Valečka. Následně studoval politologii a blízkovýchodní studia na Brandeis University v Bostonu (a během stáže na Hebrejské univerzitě v Jeruzalémě), mezinárodní vztahy a lidská práva na Columbia University v New Yorku, historii na CEU v Budapešti a židovskou filozofii ve Stockholmu.

## Dílo
Kromě projektů v USA zaměřených hlavně na politologii, realizoval v Čechách práce o holocaustu a podílel se na výstavách v Židovském muzeu v Praze. Vrcholem jeho práce byl čtyřdílný celovečerní dokument Zapomenuté transporty, který byl věnován dosud takřka neznámým osudům čs. Židů odvlečených za 2. světové války nacisty do koncentračních táborů na východě Evropy. Za tento unikátní počin získal roku 2009 cenu Českého lva pro nejlepší dokument.